# العلاقات الجنوب سودانية الليسوتوية
العلاقات الجنوب سودانية الليسوتوية هي العلاقات الثنائية التي تجمع بين جنوب السودان وليسوتو.

## مقارنة بين البلدين
هذه مقارنة عامة ومرجعية للدولتين:
| وجه المقارنة                                              | جنوب السودان                  | ليسوتو                      |
| --------------------------------------------------------- | ----------------------------- | --------------------------- |
| المساحة (كم2)                                             | 619.75 ألف                    | 32.96 ألف                   |
| عدد السكان (نسمة)                                         | 12.58 مليون                   | 2.23 مليون                  |
| الكثافة السكانية (ن./كم²)                                 | 20.3                          | 67.66                       |
| العاصمة                                                   | جوبا                          | ماسيرو                      |
| اللغة الرسمية                                             | لغة إنجليزية                  | لغة إنجليزية، اللغة السوتية |
| العملة                                                    | جنيه جنوب سوداني، جنيه سوداني | لوتي ليسوتو                 |
| الناتج المحلي الإجمالي (بليون دولار)                      | 2.90 مليار                    | 2.64 مليار                  |
| الناتج المحلي الإجمالي (تعادل القوة الشرائية) بليون دولار | 22.88 مليار                   | 6.30 مليار                  |
| الناتج المحلي الإجمالي الاسمي للفرد دولار أمريكي          | 73                            | 1.07 ألف                    |
| الناتج المحلي الإجمالي للفرد دولار أمريكي                 | 2.02 ألف                      | 2.64 ألف                    |
| مؤشر التنمية البشرية                                      | 0.467                         | 0.497                       |
| رمز المكالمات الدولي                                      | +211                          | +266                        |
| رمز الإنترنت                                              | .ss                           | .ls                         |
| المنطقة الزمنية                                           | ت ع م+03:00                   | ت ع م+02:00                 |

## منظمات دولية مشتركة
يشترك البلدان في عضوية مجموعة من المنظمات الدولية، منها:
| علم المنظمة | اسم المنظمة                               | تاريخ انضمام جنوب السودان | تاريخ انضمام ليسوتو |
| ----------- | ----------------------------------------- | ------------------------- | ------------------- |
|             | مؤسسة التنمية الدولية                     | 18 أبريل 2012             | 19 سبتمبر 1968      |
|             | يونسكو                                    | 27 أكتوبر 2011            | 29 سبتمبر 1967      |
|             | وكالة ضمان الاستثمار متعدد الأطراف        | 18 أبريل 2012             | 12 أبريل 1988       |
|             | الأمم المتحدة                             | 14 يوليو 2011             | 17 أكتوبر 1966      |
|             | الاتحاد البريدي العالمي                   | ?                         | ?                   |
|             | البنك الدولي للإنشاء والتعمير             | 18 أبريل 2012             | 25 يوليو 1968       |
|             | الاتحاد الدولي للاتصالات                  | 3 أكتوبر 2011             | 26 مايو 1967        |
|             | مؤسسة التمويل الدولية                     | 18 أبريل 2012             | 29 سبتمبر 1972      |
|             | المركز الدولي لتسوية المنازعات الاستشارية | 18 مايو 2012              | 7 أغسطس 1969        |
|             | منظمة الشرطة الجنائية الدولية             | ?                         | ?                   |
|             | الاتحاد الأفريقي                          | ?                         | ?                   |
|             | البنك الإفريقي للتنمية                    | ?                         | ?                   |

## وصلات خارجية
- موقع وزارة الخارجية الجنوب سودانية
- موقع وزارة الخارجية الليسوتوية